# Valentin (biskup praski)
Valentin, czeski: Velíš (zm. 6 lutego 1182) – niemiecki duchowny katolicki, biskup praski od 1180 r.

## Życiorys
Pochodził z Turyngii. Wstąpił do zakonu norbertanów. Był mnichem w klasztorze na Strahowie, gdzie słynął ze swojej pobożności. Z tego powodu księżna Elżbieta wybrała go na swojego nadwornego duszpasterza.
Po śmierci biskupa Fryderyka został wybrany przez kapitułę nowym ordynariuszem praskim, dzięki poparciu księżnej i jej męża Fryderyka. Święceń biskupich udzielił mu prawdopodobnie w Moguncji arcybiskup metropolita moguncki Chrystian von Buch. W trakcie jego krótkiego pontyfikatu miał miejsce Sobór laterański III. Zmarł w 1182 r.